# Bidden wij voor Owen Meany
Bidden wij voor Owen Meany (Engels: A Prayer for Owen Meany) is een roman van de Amerikaanse schrijver John Irving die voor het eerst is gepubliceerd in 1989. De ik-persoon is John Wheelwright. Hij vertelt het verhaal van zijn beste vriend Owen Meany, met wie hij opgroeit in een klein stadje in de staat New Hampshire in de jaren 50-60 van de 20e eeuw. Owen is een opmerkelijke jongen: hij is ervan overtuigd dat hij het werktuig van God is en dat het zijn lot is eens een heldendaad te verrichten.
Het boek is ook een hommage aan een bekende roman van Günter Grass: De blikken trommel. Grass had niet enkel veel invloed op het werk van John Irving, maar was ook een goede vriend voor hem. De belangrijkste personages van beide romans, Owen Meany en Oskar Matzerath, hebben dezelfde initialen evenals enkele andere kenmerken, en de verhalen vertonen enkele parallellen. Irving bevestigde dit expliciet in interviews en artikelen. A Prayer for Owen Meany is echter vooral een volledig onafhankelijk verhaal en in geen enkel opzicht een kopie van De blikken trommel.

## Verfilming
De verfilming van het boek in 1998 kreeg de naam Simon Birch, met Ian Michael Smith in de hoofdrol. Het scenario volgt niet exact de verhaallijn van het boek. Met name het einde van het boek is niet in de film opgenomen. De namen van alle personages in de roman zijn daarom in de film veranderd.